# Скиди

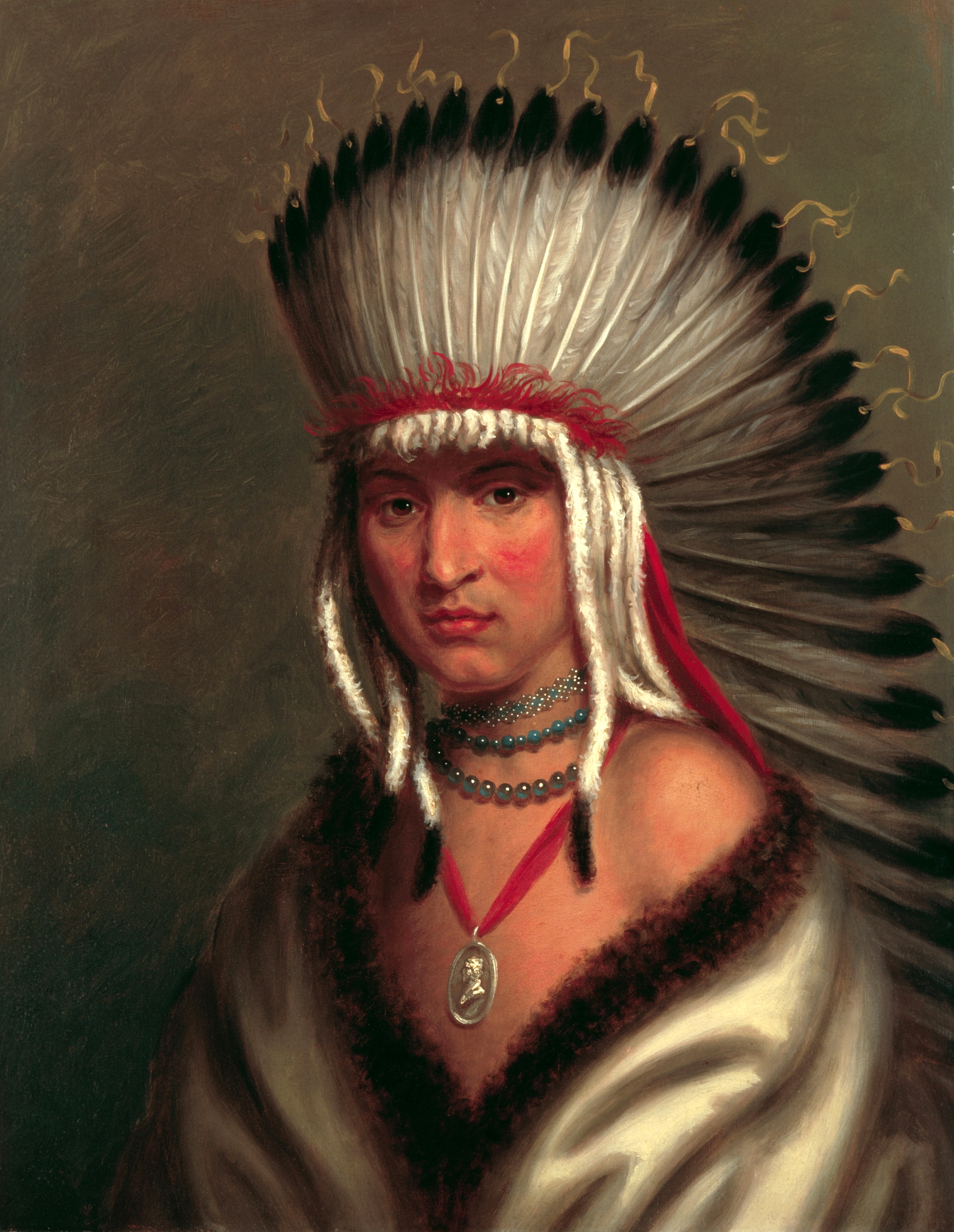
Портрет Петалешаро, вождя скиди-пауни, художник Чарльз Бёрд Кинг, 1822 г.

Скиди, скири, волчьи пауни — одно из четырёх племён народа пауни, при этом до конца XIX века остальные три племени относились к ним почти как к чужакам. В XVIII веке между скиди и остальными пауни случались кровопролитные сражения, вражда между ними прекратилась лишь к середине XIX века.

## История
Обитали на территории современного штата Небраска. В 1770-е годы часть скиди ушла на юг и осталась жить среди уичита. Были самыми агрессивными из всех племён пауни, их военные отряды уходили далеко на юг вплоть до Ред-Ривер. Воевали со всеми окружающими их племенами, с белыми людьми находились в мире. В 1846 году селение скиди было уничтожено лакота и они, заключив мир с другими племенами пауни, отправились на их земли охотиться на бизонов. С 1848 года все четыре племени пауни действовали уже сообща.
В 1867 году скиди жили в 4 деревнях: Тиуахукаса — Деревня за Хребтом, Тухицпиат — Деревня в Низине, Цкирирара — Волк в Воде, Пахукстату — Тыквеная Лоза. Каждое состояло из 10–12 земляных домов. В таком доме жило по 30–50 человек. Были единственным племенем Великих равнин приносившим человеческие жертвы при проведении церемонии Утренняя Звезда, лишь в 1830-х они прекратили эту традицию. До 1874 года проживали в районе реки Луп, затем были переселены на Индейскую территорию.

## Численность
В 1806 году Зебулон Пайк определил численность племени в 1485 человек, Эдвин Джеймс в 1820-м в 3500, в дальнейшем войны и эпидемии сокращали племя: 1906 чел. (1840 г.), 630 чел. (1872 г.), 450 чел (1938 г.).